# Moringa drouhardii
Moringa drouhardii är en tvåhjärtbladig växtart som beskrevs av Jumelle. Moringa drouhardii ingår i släktet Moringa och familjen Moringaceae. Inga underarter finns listade i Catalogue of Life.

## Bildgalleri

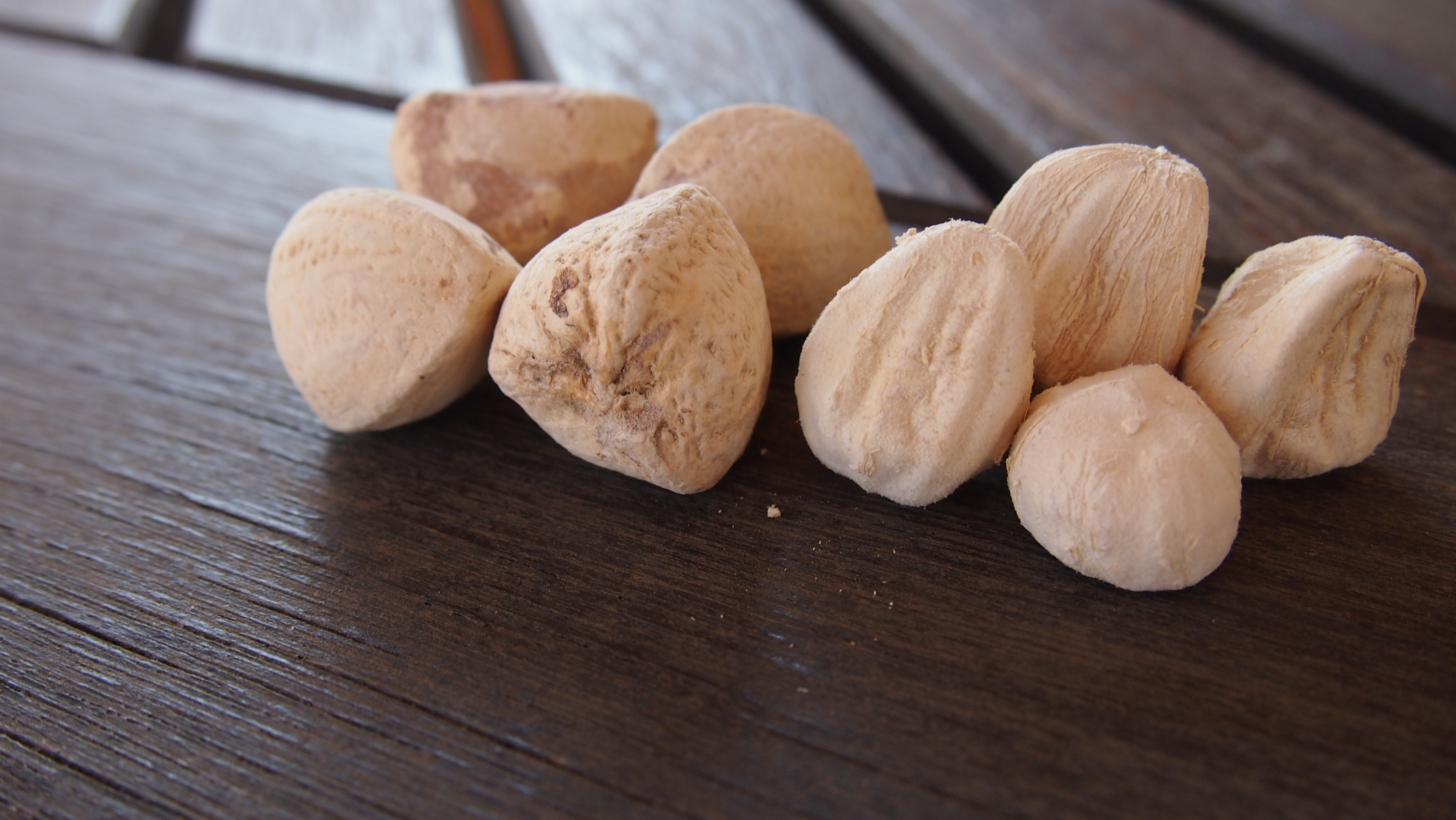
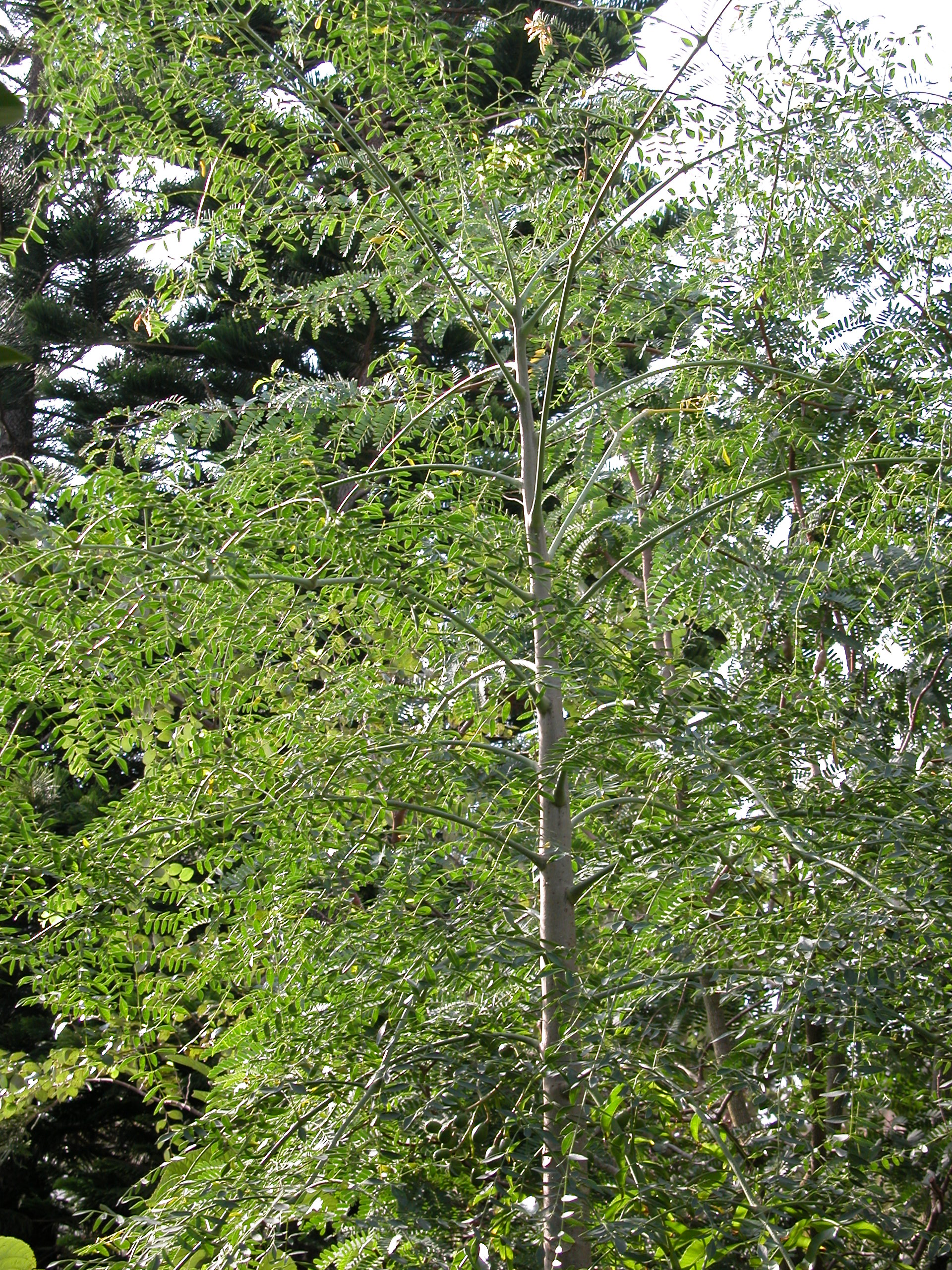
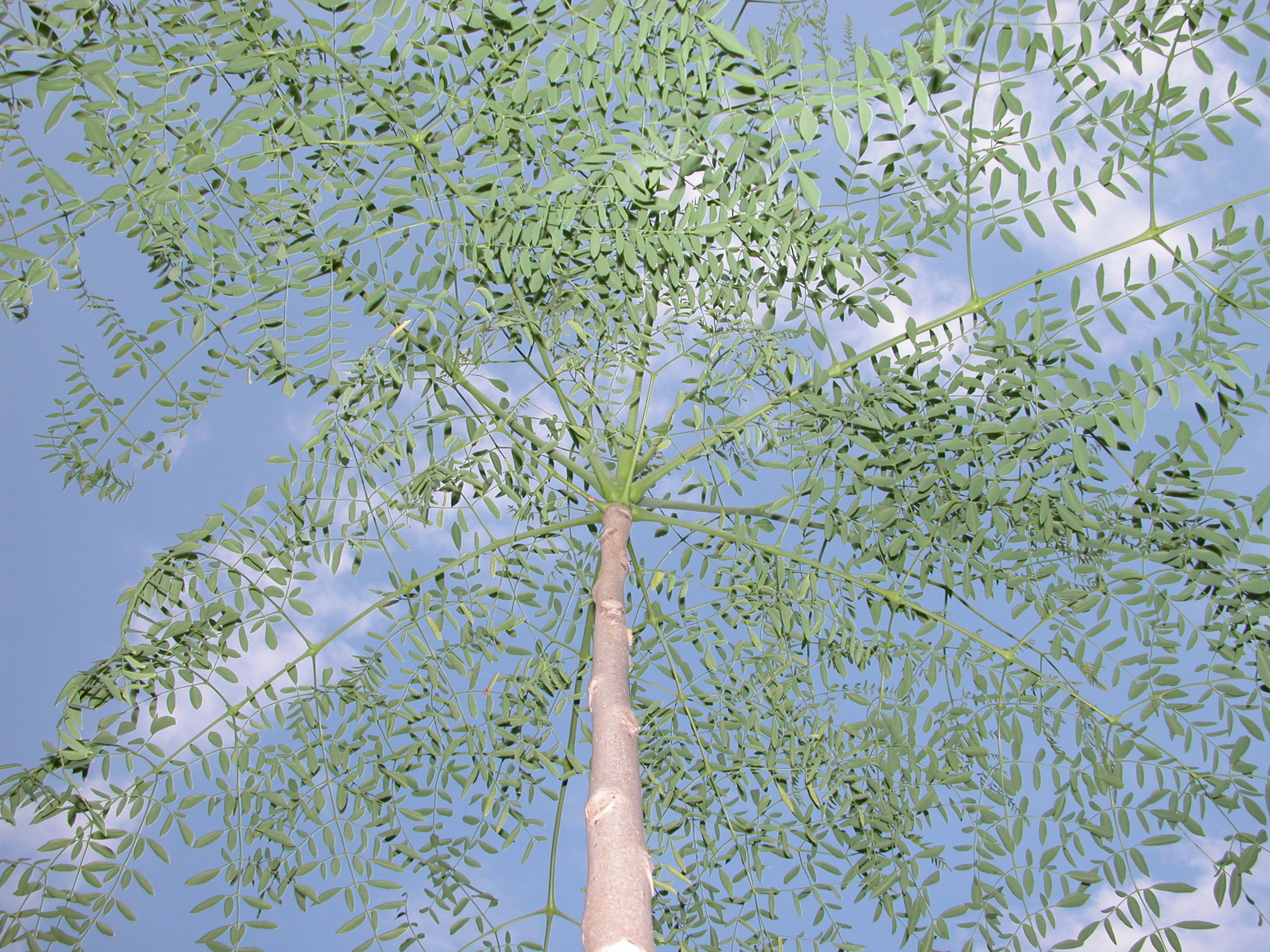
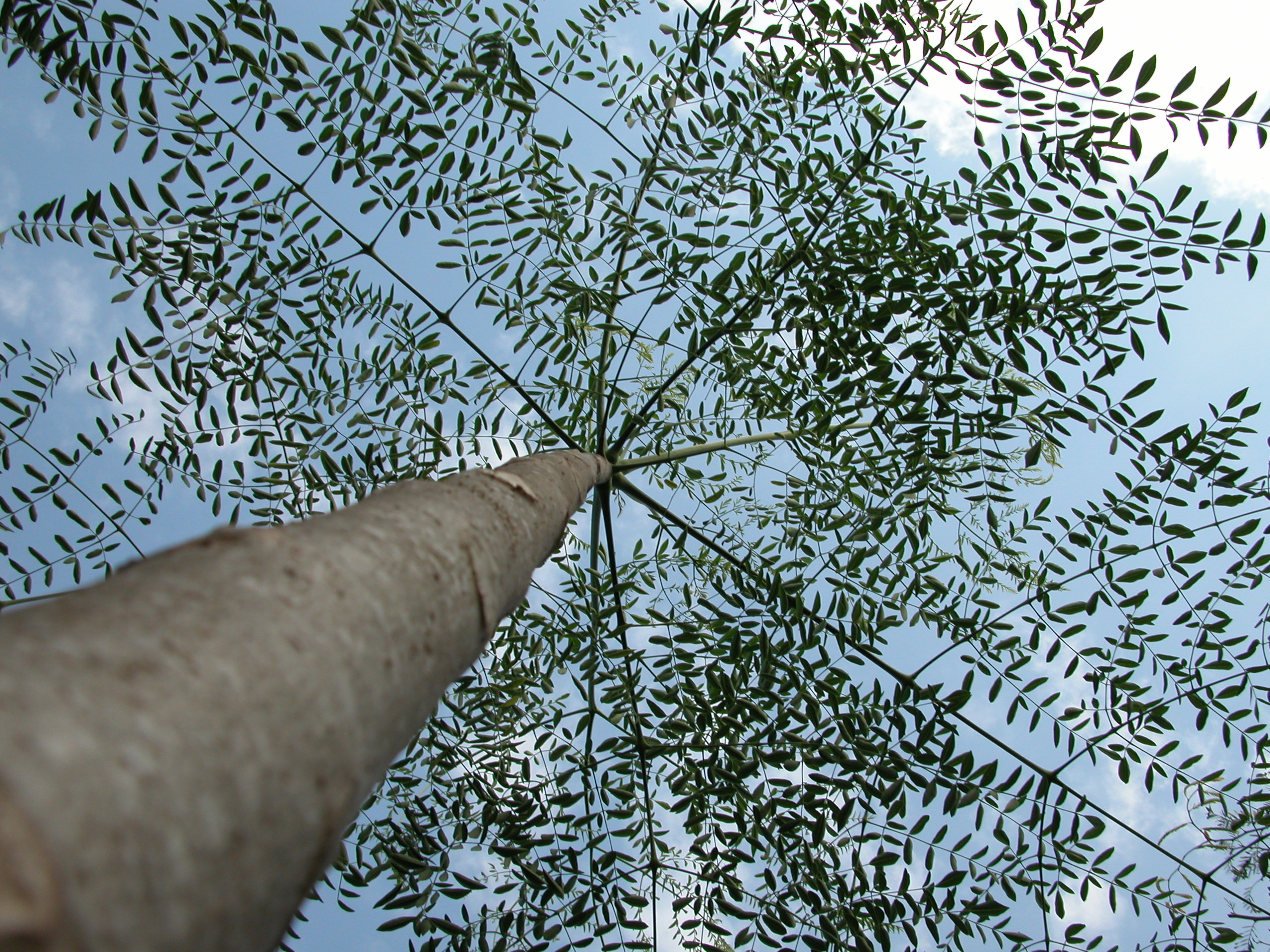
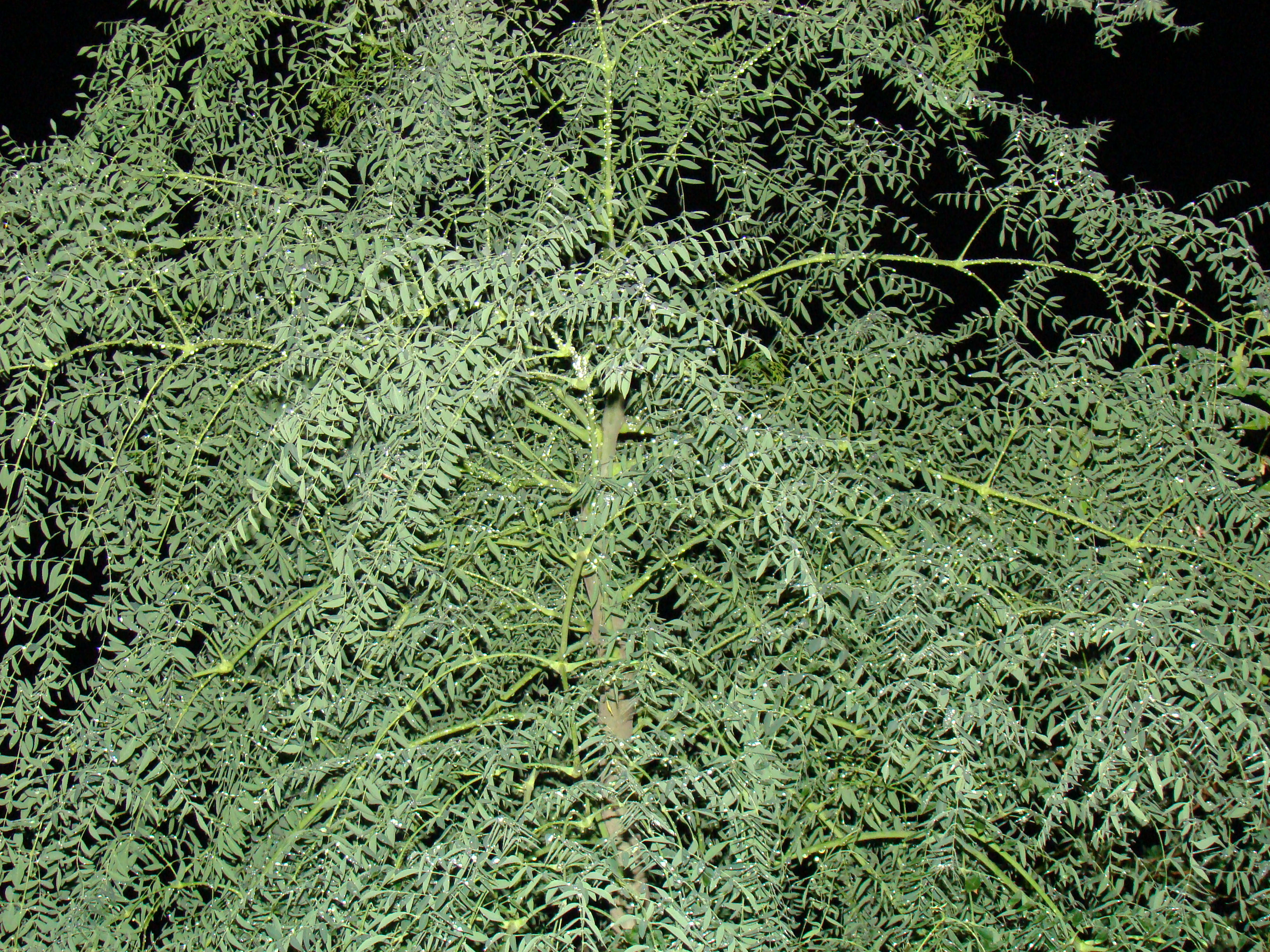
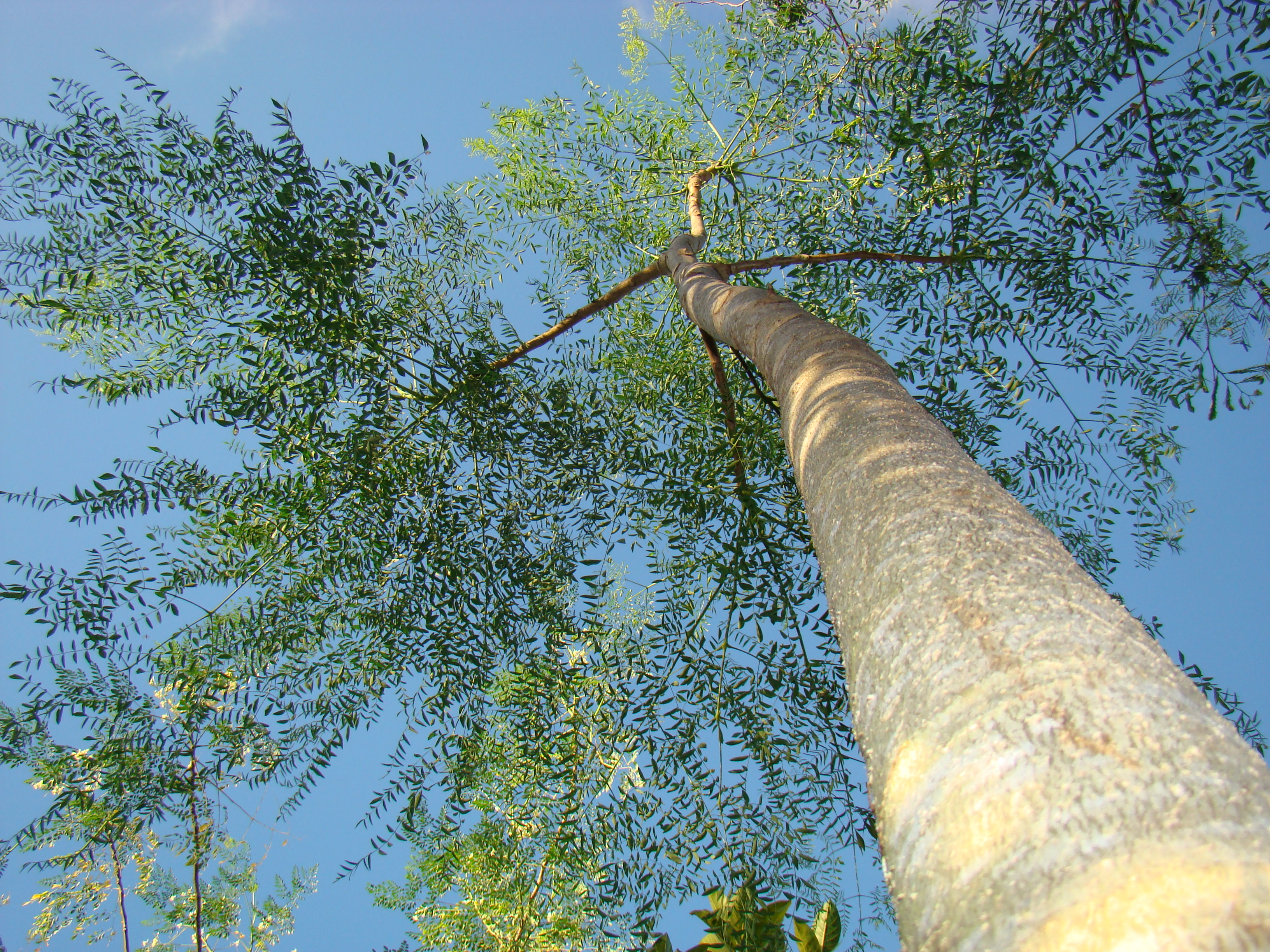